# تاک شیری
تاک شیری (نام علمی: Matelea) نام یک سرده از زیرخانواده استبرق است.